# Thiloa
Thiloa  es un género con dos especies de plantas con flores en la familia Combretaceae.

## Taxonomía
El género fue descrito por August Wilhelm Eichler y publicado en Flora 49(10): 149. 1866.

## Especies aceptadas
A continuación se brinda un listado de las especies del género Thiloa aceptadas hasta julio de 2011, ordenadas alfabéticamente. Para cada una se indica el nombre binomial seguido del autor, abreviado según las convenciones y usos. 
- Thiloa glaucocarpa Eichler
- Thiloa stigmaria Eichler